# Jan Baptist van Deynum
Jan Baptist van Deynum o Duinen (Anversa, 6 giugno 1620 – Anversa, 2 maggio 1668) è stato un pittore fiammingo del periodo barocco.

## Biografia
Secondo Arnold Houbraken, che riassumeva un poema di tre pagine sul suo lavoro di Cornelis de Bie, Jan Baptist van Deynum era un rispettato pittore fiammingo che lasciò il suo lavoro di "capogruppo dei boyscout" degli schutterij ad Anversa per avere più tempo per la pittura. Nel 1662, le sue opere potevano essere ammiarte al "Koningshof" di Anversa.
Secondo RKD, era un ritrattista attivo ad Anversa.